# Julius Wilhelm Theodor Curtius
Julius Wilhelm Theodor Curtius (alemany: Theodor Curtius)  (Duisburg, 27 de maig de 1857 - Heidelberg, 8 de febrer de 1928) va ser professor de Química a la Universitat de Heidelberg i altres llocs. Va publicar el reordenament de Curtius el 1890/1894 i també va descobrir l'àcid diazoacètic, la hidrazina i l'àcid hidrazoic. El 1882 va dur a terme la primera síntesi de pèptids, creant el dipèptid protegit per N, la benzoilglicilglicina.

## Biografia
Theodor Curtius va néixer a Duisburg, a la zona del Ruhr a Alemanya. Va estudiar química amb Robert Bunsen a la Universitat de Heidelberg i amb Hermann Kolbe a la Universitat de Leipzig . Es va doctorar el 1882 a Leipzig.
Curtius estudià química amb Robert Bunsen a la Universitat de Heidelberg i amb Hermann Kolbe a la Universitat de Leipzig, en la qual rebé el seu doctorat el 1882. Després de treballar des de 1884 fins a 1886 amb Adolf von Baeyer a la Universitat de Múnic, Curtius fou nomenat director del departament de Química Analítica de la Universitat d'Erlangen, lloc que ocupà fins al 1889. Llavors acceptà la càtedra de Química de la Universitat de Kiel, on hi treballà intensament i realitzà nombroses publicacions. D'acord amb aquest èxit fou nomenat Geheim Regierungsrat (Conseller Privat del Govern) el 1895. Després d'un any de ser nomenat successor de Friedrich Kekulé a la Universitat de Bonn el 1897, Curtius succeí Viktor Meyer com a professor de química a la seva antiga universitat de Heidelberg, el 1898, on hi restà fins a la seva jubilació el 1926. Fou succeït per Karl Freudenberg, qui escrigué la biografia de Curtius el 1962.
El seu temps lliure Curtius es dedicava a la música, component i cantant a concerts, i al muntanyisme. El 1894 fundà la secció de Kiel de l'Associació d'alpinistes alemanys i austríacs, que ell, personalment, subvencionà.

## Obra
Curtius escriví més de 300 articles i publicacions. Diversos han tingut un impacte significatiu en la química, destacant:
- Diazo- und Azoverbindungen der Fettreihe, Barth, Leipzig (1888)
- Studien mit Hydrazin, Barth, Leipzig, Bd 1,2 (1896), Bd 3,4 (1918)
- Einwirkung von Basen auf Diazoessigester, Berlin (1911)
- Die reduktion der aromatische Aldazine und Ketazine, Barth, Leipzig (1912)
- Hydrazide und Azide der Azidofettsäuren, Berlin (1912)
- Die Einwirkungen von Hydrazin auf Nitroverbindungen, Barth, Leipzig (1913)
- Berichte, 1885, 18, 2373
- Berichte, 1890, 23, 3023
- J. Prakt. Chem.[2], 1894, 50, 275